# Спектрометр

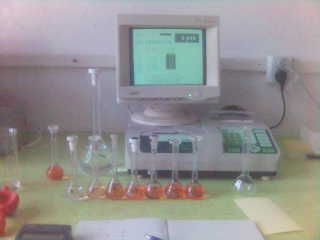
Спектрометр, перед ним колби із калібрувальними розчинами

Спектро́метр (від спектр та грец. μετρεω — вимірюю) — спектральний прилад зі сканувальним пристроєм, який за допомогою фотоелектричних приймачів дає змогу кількісно оцінювати розподіл енергії у спектрі. Термін застосовується до приладів, що працюють у широкому діапазоні хвиль: від гамма- до інфрачервоного випромінювання.

## Історія
Першим спектральним приладом був спектроскоп, винайдений на початку XIX сторіччя. Світло розкладалося за допомогою призми та його можна було переглядати візуально. Виміри здійснювалися за допомогою шкали, що накладалася на зображення.
Із винаходом фотографії було створено більш точний та зручний прилад — спектрограф. Він працював за тим же принципом, але замість спостережної трубки використовувалася фотокамера.
Винайдення у середині XX сторіччя фотоелектронного помножувача збільшило точність вимірів та надало можливість оперативного отримання результатів для перегляду (разом із їх фіксацією для подальшого аналізу).
У ранніх спектроскопах (спектрографах) для дисперсії світла застосовувалася призма. У сучасних приладах для цього здебільше застосовують дифракційну ґратку.